# 無敵ロボ トライダーG7
『無敵ロボ トライダーG7』（むてきロボ トライダージーセブン）は、1980年（昭和55年）2月2日から1981年（昭和56年）1月24日まで、名古屋テレビを制作局として、テレビ朝日系列で毎週土曜日17:30 ‐18:00（JST） の時間帯で全50話が放送された日本サンライズ制作のロボットアニメである。

## 解説
前番組の『機動戦士ガンダム』が高年齢層からは注目を集めたものの、低年齢層の間では今ひとつ人気が振るわなかったことから、純然たる子供向けアニメとして制作された。
いわゆるスーパーロボットアニメでありながら、出撃時に近所の住民にスピーカーで注意を呼びかける、敵との戦闘では経費を考えて戦う必要がある、などの生活感あふれる描写が数多く見られ、軍用兵器としてのロボット描写を重視したガンダムとは異なる観点からのリアリティを追求した作品となった。
物語の骨子は地球侵略を狙うロボット帝国とトライダーG7との戦いではあるものの、そのドラマは主人公・竹尾ワッ太を中心とする下町人情ストーリーを中心に描かれている。また小学生であるワッ太の日常に合わせ、第23話の健康診断（歯科検診）や第48話のスキー合宿などの学校行事イベントなどもふんだんに盛り込まれている。一方、ロボット帝国の実体は地球側に知られておらず「地球を襲ってくる謎の怪ロボット」程度にしか認識されていない。ロボット帝国側も、地球を襲撃するたびに迎撃に出てくるトライダーの正体を探ろうとするものの、偶然が重なって失敗が続いたため「トライダー」の名前すら知ることもない。結果として、ロボット帝国が地球侵略を断念する最終話も含め、敵味方の両陣営にほとんどストーリー上の接点が無いという特異な構成となった。分かっているのはトライダーG7を設計したのが、主人公・ワッ太の亡き父親がかつて面倒を見た素性不詳の梅本という男であるということだけで、実はその梅本がロボット帝国の科学者・ナバロンであるという事実に気が付いたのも劇中では帝国の技術者クラードのみであり、他の主要登場人物は誰もそのことを知らないままで終わった。最終話では戦闘シーンもなく、ワッ太達の卒業式という日常描写で締めくくられている。
声優陣には前作の『機動戦士ガンダム』に出演した面々も数名参加しており、前作でナレーションを担当していた永井一郎は、シリアスな前作とは打って変わって弾けた語り口を披露している。
版権元の創通エージェンシーは放映前に「食品関係に力を入れて許諾したい」と述べており、前作よりも食品関係の商品が出回った。このためか本作は食事シーンが多い。
前番組の主要スタッフ（監督の富野喜幸、音響監督の松浦典良、音響制作のオーディオ・プランニングユー、音響効果の松田昭彦と伊藤修、音楽の渡辺岳夫と松山祐士、制作スタジオの日本サンライズ第1スタジオ）は『伝説巨神イデオン』及び劇場版『機動戦士ガンダム』に、多くのアニメーターが『太陽の使者 鉄人28号』に参加したために、制作スタッフはほとんど入れ替わり、東映発注作品『未来ロボ ダルタニアス』を手掛けたスタッフが主力となった。
なお、本作は歌手たいらいさおにとってのアニメソングデビュー作である。主題歌の発売元キングレコードは、それまで日本コロムビアがほぼ独占していたアニメ・特撮ソング市場でのシェアを拡大するため、日本コロムビアが販売権（または独占販売権）を持たない音源を集めた特撮主題歌集・BGM集などを発売する一方、自社ブランドを確立したばかりの日本サンライズの作品（『無敵超人ザンボット3』『機動戦士ガンダム』）の主題歌販売権獲得を積極的に推し進めていたが、『機動戦士ガンダム』のヒットによってその状況は一変し、新番組の権利もコンスタントに獲得できるようになっていた。これに伴いキングレコード主催のイベントで生で歌える歌手の必要性からたいらを抜擢、コロムビアに対抗できる男性アニソン歌手として育成することを目指したという。

## あらすじ
全宇宙の征服をもくろむガバール星：ロボット帝国。その帝国から地球へと亡命した科学者ナバロンは、火星でケガを負っていたところを地球人・竹尾道太郎に救われ、お礼として七段変形ロボット「トライダーG7」を設計した。その後、G7は道太郎が社長を務める「宇宙のなんでも屋」こと「竹尾ゼネラルカンパニー」の業務遂行に役立てられていたが、不幸にも道太郎は事故死してしまい、零細企業であった会社は倒産の危機に直面する。
そんな時、息子の竹尾ワッ太が、小学生ながら会社とトライダーG7を引き継ぐ。「竹尾ゼネラルカンパニー」の社長としてワッ太は会社の金庫…いや、みんなの幸せを守るため、つねにカツカツ、ギリギリの経営状態に苛まれつつも、固い絆で結ばれた社員たちと共に、今日も業務に勤しむのであった。

## 登場人物

### 竹尾ゼネラルカンパニー
社長以下全社員5名の零細企業。万能ロボット「トライダーG7」を使って土木作業からゴミ運搬、地球を襲う怪ロボットの撃退などあらゆる業務をこなす「宇宙の何でも屋」。
シャトルに速度検知式爆弾が仕掛けられた時には、戦闘中のワッ太を助けるために社員一同が迷わず特攻を敢行する（第37話）など、団結力においては家族と変わらぬ絆で結ばれている。
当初は倒産寸前の貧乏会社であり、防衛軍からの出動要請を有り難く請け負っていたが、最終的にロボット帝国の侵略を撃退した実績によって経営が安定したようで、最終話においては（対メカロボットという危険な仕事も無くなったことで）大団円を迎える展開となった。
竹尾 ワッ太（）
声 - 間嶋里美（タイトルコールも担当）/ 伊倉一恵（新スーパーロボット大戦）
本作の主人公。二代目社長で、社員からは「若社長」と呼ばれる。その名のとおり竹を割ったかのようにまっすぐな性格の小学6年生（誕生日は12月27日で、第47話で12歳になっている）。初代社長の父亡き後、トライダーG7を操縦できる唯一の人物。授業中でも専務が呼びに来ると早退して出動する。「仕事」は学校公認であり、不足した授業時間は、大量の宿題や補習で補われている。運動神経は抜群だが勉強はいまひとつ（ただし、宇宙関係の知識は豊富）で、遅刻や居眠りをすることもしばしば。第6話では社会科の授業で、「人が働く理由」を聞かれた時には「生きるため」と答えるなど、現実的な感覚が身についてしまっているが、最終話で無事小学校を卒業した。
社長が主人公となったのは、放映前のアンケートで小学生がなりたい職業No.1だったからであるが、児童が就労するという矛盾については、作中で特に明言されない。
性格は男気にあふれ、父親が亡くなって会社が解散、社員が失業の危機に陥った時、自分から進んでトライダーのパイロットになって会社を継ぐと宣言して二代目になった。自他共に認める「社長」だが、業務は公認免許を持つトライダーのパイロットであり、直接会社を経営している訳ではない。
柿小路 梅麻呂（）
声 - 永井一郎
専務。64歳。子沢山で、南極基地で働く一郎（声 - 島田敏）を筆頭として（第48話）12人の子宝に恵まれ、最終話ではさらに双子を授かったことが判明する。事件が発生してトライダーに出撃要請が来ると、ワッ太がどこにいようと「お仕事ですぞ～!」と大声で叫びながら自転車で迎えに行く。ワッ太や常務たちがミサイルを撃つたびに、かかる経費を気にして算盤をはじいてはオロオロもするが、トライダーがピンチになったときには算盤を放り投げてミサイルを乱射したこともある、。口癖は「そんなに撃ったら我が社の予算が!」。
最終回ではメカロボットの襲撃がなくなった事について、「お得意さん」だったと惜しむような発言をしていた。
厚井 鉄男（）
声 - 藤本譲
常務。ツナギ姿で勤務する。メカニック担当でトライダーの整備からエアコンの修理まで（第29話）、機械いじりはなんでもこなす。シャトルの操縦を担当し、経費を気にする専務を尻目に、ミサイルでワッ太を援護する熱血系取締役。ワッ太からは「鉄（て）っつぁん」と呼ばれている。妻との間に子供はいないが、物語の途中で竜介（声 - 松尾佳子）という少年と養子縁組する（第38話）。
木下 藤八郎（）
声 - 山本相時（のち、正司トキオ）
営業係長として外回りもしているが、彼が仕事を取ってくることはまずなく（第37話）、国防省などからの仕事がもっぱら専務を通して入っている。それでも第29話では国防省による宇宙パトロール隊火星基地の再建工事の説明会に出席し、受注を争っていた他の4社のうち「大宇宙運輸」の福田営業係長が持ちかけてきた「入札価格を全社同額にして仕事を分配しよう」という案（談合）を鵜呑みにして同意するも、約束を破ってより低価格で入札した大宇宙運輸に仕事を取られてしまい、失意のドン底に陥ったことがある。その後、大宇宙運輸が仕事を途中で放棄して契約金を持ち逃げしたことから、竹尾ゼネラルカンパニーが（燃料費だけという破格で）後を引き継ぐことになっても気分は晴れず元気がないままであったが、いざメカロボット戦で危機に陥ったトライダーを前にして危険を顧みずシャトルでの援護に奮戦し、普段は見せない活躍振りを披露した（一件落着後は心機一転、仕事に張り切る元気な姿を見せている）。お調子者のムードメーカーで憎めない存在。「パーッとやりましょう! パーっと!」が口癖（元ネタは『社長シリーズ』での三木のり平のギャグ）。
砂原 郁絵（）
声 - 潘恵子
社の紅一点。経理・事務・お茶くみ担当の18歳。トライダー発進時のアナウンスも担当しており、シャトルで月や火星などの目的地に向かう途中でおやつや食事を用意する。特技はフラダンスで、スリングショットの水着姿を披露したこともある（第45話）。
竹尾 道太郎（）
声 - 桜片達雄
ワッ太の父親で、先代（初代）社長。物語開始時において既に故人。第2話の回想シーンのほか、エンディングに遺影が登場する。
ナバロン
トライダーG7の設計者で、ロボット帝国から地球に亡命した科学者。地球では“梅本”と名乗っていた。元は帝国のメカ開発研究所所長であったが、「本物のロボット」を造るという夢を実現するために密かに国外に脱出し、火星でケガをしてさまよっていたところを竹尾道太郎に救われ、その後も地球で面倒を見てくれたお礼としてトライダーG7を設計した。竹尾ゼネラルカンパニーの面々もそうした経緯こそ承知しているものの、その素性は誰も知らず、面識のある専務や常務からも謎に包まれた人と言われていた。トライダーG7の活躍によって、製造を請け負った三葉工業には他社からも「同じものを」という注文が多く寄せられたが、その時にはすでに地球を離れて火星に旅立っており消息不明となっていた。そのため、トライダーG7は竹尾ゼネラルカンパニー保有の1体のみとなっている。

### 緑ヶ丘小学校
鈴木 三重子（）
声 - 馬場はるみ
ワッ太のクラス担任。そばかす顔でメガネをかけている。やさしい先生だが、締めるところはきちっと締める。ワッ太がロボット（トライダーG7）に乗って宇宙で仕事をしていることは知っていたが、仕事の詳細（宇宙人の戦闘ロボットとの戦闘）は終盤まで知らなかったらしく、シャトルに同乗してワッ太が敵ロボットと戦う場面に居合わせ、そこで初めてワッ太の仕事が危険なものであることを知る。大門先生の好意には長い間気づかなかったが、ときおり見せる彼の男気にひかれていく。最終話では大門の借金の申し出をプロポーズと勘違いしたことから、一気に本当の婚約へと話が進むことになる。
大門（）先生
声 - 村山明
ワッ太の隣のクラスの担任。規律に厳しい熱血教師で、何かと問題を起こして仕事で授業を抜け出すワッ太を叱ることもしばしば。しかし、いざというときには体を張って生徒を守り、ワッ太の置かれた立場や責任にも理解を示す度量の大きい教師である。三重子先生に惚れていて、そのことはワッ太たちにも周知の事実。最終話で想いが実って三重子先生と婚約する。弱点は犬。小さい頃はパイロットに憧れており、シャトルに同乗させてもらった時には、非常に興奮して、ワッ太に逆に窘められるほどであった。
滝 かおる（）
声 - 杉山絹恵
ワッ太のクラスのマドンナ。ワッ太の憧れの的。
大山 健一（）
声 - 古川登志夫
ワッ太のクラスの委員長。勉強もスポーツもできる秀才で、そのほかのことも何でもこなすが、水泳だけは苦手。製薬会社社長・大山耕三（声 - 小関一）の息子で、ワッ太には嫌味を言ったり、裕福さを見せつけたり、また何かと張り合うライバルだったが、終盤、トライダーがザクロンの巨大ロボット相手に絶体絶命のピンチに陥った時には、テレビの前で周囲を驚かせるほどの大声を張り上げて声援を送った。そして最終話ではワッ太たちがいないのはつまらない、という理由から進学予定の有名私立中学を蹴り、彼らと同じ緑ヶ丘中学への進学を明らかにした。
山田 アキラ（）
声 - 山下啓介
ワッ太と仲の良いクラスメイトで、ワッ太と同じく勉強より遊びや運動というタイプ。大柄で太っていて食い意地が張っている。父親・勇は大工の親方。健一から文房具や食べ物でよく買収される。クラスメイトはこの他にも信吉（声 - 高木早苗）、ミドリ（声 - 叶綾子）、恵子（声 - 勝元千賀子）などレギュラーが何人か設定されている。

### その他の地球人
竹尾 加代（）
声 - 花形恵子（第16話まで）/ 秋元千賀子（第19話から）
ワッ太の母。肝っ玉母さんを絵に描いたような女性。舞台はシャトルが置かれている河原、トライダーが格納されている公園、会社のビル、竹尾家、託児所がこの順に近距離で並んでおり、加代は託児所で働いている。
竹尾 サチ子（）
声 - 高木早苗
ワッ太の妹。気が強くてしっかり者。高熱を出したワッ太の代わりにトライダーを操縦したこともある。ワッ太の家族はこの他におとなしい弟・シゲルがいる。
足立（）長官
声 - 塩見竜介（第13話まで）/ 緒方賢一（第23話から）
地球防衛軍の長官。メカロボットの侵略に対する切り札として、竹尾ゼネラルカンパニーにトライダーの出動を依頼する。竹尾ゼネラルカンパニーとは道太郎の代からの付き合い。
飯塚（）副官
足立長官の側近。長官と行動を共にする場面が多い。第29話では宇宙パトロール再建の入札を担当するも、「大宇宙運輸」の福田係長の「談合」を見抜けなかったり、同社が契約書をすり替えた事が見抜けなかったりとミスが多かった。

### ガバール星
銀河系の彼方から全宇宙制覇を企む、高等ロボット達による軍事国家。マザーコンピュータ・シグマによって統治されている。なお、「ガバール星の所在地」「なぜロボット国家になったのか」「シグマの製作者」などは一切不明。地球に「メカロボット」と呼称される兵器で攻撃を仕掛けてくるが、地球側には異星人ということも含め、その内情が知られることはなかった。
ザクロン
声 - 曽我部和行 / 稲田徹（スーパーロボット大戦GC・XO）
ガバール帝国銀河系方面総司令官。所謂美形悪役の範疇に入るキャラだが、身長10メートルの巨躯が異色。49話では自らを模した巨大ロボに乗り込みトライダーと激闘を繰り広げるも「コンピュータの指示通り戦った」にも関わらず敗れたため、コンピュータの計算を超越した存在が明るみに出るとロボット帝国は崩壊すると判断し、最終話でマザーコンピュータ・シグマに「下等生物しかおらず、地球は役に立たない星」と虚偽の報告をした。
オンドロン
声 - 池田勝
地球侵略担当司令官。普段は宇宙要塞内にいて部下に指令を出すのみ。ヒゲの中年紳士の出で立ちをしており、シガレットホルダーを使ってタバコを吸う。最期は49話で敗北続きの自分を無能者呼ばわりして出撃しながら、やはり同じようにトライダーに敗れたザクロンを嘲笑しつつ「我々が無能だから勝てなかったのではない。絶対だと信じていたマザーコンピュータ・シグマが地球人に敗れたのだ!」と真実を喝破した上で、ザクロンを葬ろうとするも逆に抹殺される。
シグマ
声 - 笹岡繁蔵
ロボット国家「ガバール星」とロボット兵士を統治するマザーコンピュータ。劇中では「ロボット皇帝」、「帝王」とも表現される。
地球侵略を指示するが50話ではザクロンが虚偽の報告をしたため未知の存在がいることを知らず、地球侵略を破棄しこれまでに侵略した星の環境改善を進めるように指示した。
歴代幹部
ヤール
声 - 若本紀昭（現・若本規夫）
1 - 7話に登場。初代隊長を務めたオンドロンの秘書。任務の失敗が続いたために処刑される。気が弱い。
ズルチン
声 - 沢りつお
8 - 13話に登場。第2代隊長。凄い短足。トレンチコートの胸ポケットに小型ロボ（ペコペコ）を入れている。大変気が荒く、すぐ体内の油が切れるので、ペコペコに油を差してもらって自らを落ち着かせる。13話でメカロボット（チェンダム）に自ら搭乗し、初めて地球を襲うもトライダーに倒され戦死。
ドンマ
声 - 滝口順平
ズール
声 - 千葉繁 / 山田俊司（7話のみ）
第3代隊長。初登場は7話。14話よりコンビで隊長となる。コンビの仲は極めて悪く、些細な事ですぐ口論となる。20話で上下に分離するメカロボット（設定名はバンチ、劇中未呼称）に2人で乗り込みトライダーと戦闘、共同作戦でトライダーを捕まえるも、手柄欲しさにケンカになってしまい、バードアタックの前に敢え無く敗れ戦死。
ジャッカル
声 - 笹岡繁蔵
21話より登場する第4代隊長。ポンチョを羽織ったマカロニ・ウェスタンのガンマン風の出で立ちで「戦闘のプロフェッショナル」を自称する。26話で自らガンマン風メカロボット（設定名はジャッカル、劇中未呼称）を駆ってトライダー打倒を図るが、バードアタックを食らい撃破された。
ジルバ
声 - 武藤礼子 / 江森浩子（スーパーロボット大戦GC・XO）
27話 - 33話に登場する第5代隊長。妖艶な美女で元・ザクロン親衛隊員。金髪のおかっぱ頭でグラマラスな体型をしており、目からキュービームを放つ。33話で自ら設計したクイーン・アテナスを操縦しトライダーと戦う。地球人を飼いならすことが帝国の目的だが、人口が多すぎると感じて、減らそうと考えている。胸のミサイル連射やキュービーム、地獄ムチによる電撃で追い詰めるも、最期はバードアタックを受けて散った。
クラード
声 - 松岡文雄
月面の工場に赴任したメカロボットの製造技術主任。常にナバロンの下に甘んじていた事がコンプレックスとなっている。事実上の第6代隊長任務を引き継ぐ。38話でトライダーの秘密に気付き、続く39話で自らメカロボット（オメガン）を操縦してトライダーと対決。剣でトライダーの胸を切り裂き、あと一歩の所まで追い詰めるも、バードアタックを受け爆死。彼の死後はオンドロン自身が攻撃隊長に任命されたため、後任は現れず。

## 竹尾ゼネラルカンパニーのメカニック

### トライダーG7
ガバール星の脱走者であるメカ開発研究所所長ナバロン（地球人名・梅本）が設計し、地球の三葉工業で建造された地球唯一のスーパーロボット。ワンオフモデルである機体のその性能は、他の地球製ロボットに比べてずば抜けて優れていると説明がなされている。
身長57m、体重777t、出力5700万馬力、大気圏内飛行速度マッハ7.7。
ロボット帝国で使用されている合金「ガーバルニウム」で建造されたが、後のメンテナンスや補修・部品交換で多くの部分が地球製の鋼鉄素材に置き換わっている。劇中では一撃で宇宙パトロール艇や純地球製巨大ロボット（43話）が撃破されるような攻撃を受け止めたり直撃を受けても平気なシーンがたびたびあり、作中の地球メカの中では最強の防御力を誇る。
普段は児童公園の地下に頭頂部が露出した状態で格納されており、発進時には郁恵による「毎度お騒がせして申し訳ございません。ただいまよりトライダー、発進いたします。危険ですから白線の外までお下がりください」とのアナウンスが流れ（8話より）、住民が退避した後に公園の地面が左右に開き、安全確認後にトライダーが発進する。出動後は頭部の空隙に噴水が出現する。35話より発進バンクに追加されたモニター画面には「Fortran」という文字が見える、ちなみに全表記は「SR 0A FORTRAN Transfer-2 CODE by Microsoft」。
基本形態であるG7のほかに6形態の変形パターンがある。竹尾ゼネラルカンパニーにおけるトライダーの活躍により他の会社からもトライダーの発注があったが、その時点でナバロンが消息不明になっていたため竹尾ゼネラルカンパニーにある1体だけが残された。
子供が操縦することを想定していない設計のため、ワッ太がレバーを引くのに両手を使うシーンが多い。
トライダー・ジャベリン
右の脚部に格納されている槍。先端が三叉に広がり、切るだけでなく投擲にも使用されるトライダーG7の主力武器。劇中ではたびたびメカロボットに折られたり破壊されたりしている。
トライダー・カッター
両脇腹に格納されている円盤を通常は2個同時に投擲する。初登場は3話。投擲後、円盤の縁から刃が飛び出てくる。敵の装甲を切り裂いたり、攻撃部分そのものを破壊するために常用される。トライダー・ルアーと併用する事でヨーヨーのような使用も可能（22話）。
トライダー・チェーン
鎖分銅状の武器で公式サイトによれば「4本の鍵爪付き投げ鎖」、基本的に左脚部に格納されているが右脚部にも格納されている（38話）。初使用は2話。鎖の先に巨大な錨状のものが付いており、敵に巻きつけたり、打撃に使用される。
トライダー・ルアー
釣竿型の武器。ロープの先に錨状のものが付いており、その部分を引っかけて使う。初使用は7話だが使用頻度は低い。
トライダー・ミサイル
大型ミサイル。脇部格納庫に縦に収納されており、腰に降りてセットされた際に水平になり発射される。初使用は7話。ミサイルは消耗品で費用がかかるため、業績が好ましくない時は、専務からジャベリン等の手持ち武器で戦うよう求められる場合がある。
トライダー・バルカン・ミサイル
両手の指の先端から発射される高速ミサイルで、連射が可能。1話では「G7ミサイル」と呼ばれていた。劇中では真っ先にこれを連射して相手に通用しないというパターンが多いが、ここぞという時には絶大な威力を発揮する。
トライダー・ビーム・キャノン
26話から登場する。右腹部にグリップを畳んだ状態で収納されており、使用時には右腰に収められる。使用回数は少ないが威力がある。水中でも使用可能（44話）だが同話では実弾を発射しているように描写されている。
トライダー・セイバー
28話から登場する剣。両脚部に柄のみが格納されており、使用時には柄から刀身が伸びる。二刀流の形で使用されることもある。後半では主力武器として使用されることが多い。切れ味は抜群だが深く刺さって抜けなくなった（29話）事も。43話では一瞬だがジャベリンとの同時使用も見られた。なお、刀身の部分はガーバルニウム製かエネルギー結晶体かは不明。
バード・アタック
「トライダー・バード・アタック」の掛け声で胸の黄色い鳥の形のシンボル（トライダーバード）よりマークの形をトレースした光を発し（それと共に胸のマークは消える）、それを身にまとった上で体当たりを行い敵を切断する技。42話（同話ではメカロボット製造工場内部に誘い込まれての戦闘だったが、工場の爆発に敵を巻き込んで撃破している）以外の全てのメカロボットを確実に葬った文字通りの必殺技。
宇宙・地中・水中・光線を浴びた状態（40話）など場所・状況を問わず使用・行動可能で、敵の攻撃を完全に無効化するため発動中は事実上の無敵状態となる。水中使用（44話）の際は水面が沸騰していた事からかなりの熱量の模様。トライダーよりはるかに巨大な相手に対しては複数回突撃する。
操縦者のワッ太自身「バードアタックに敵う奴はいない」と豪語している（49話）。

#### 変形パターン
変形時の掛け声は「○○（現在の形態）・チェンジ・○○（変形する形態）」となっているが、トライダーG7からの場合は「トライダー・チェンジ・○○」となる。
トライダーG7
基本形態の巨大ロボット、上記参照。
トライダー・コスミック
トライダーの基本的な飛行形態。全長63m、全幅57m、全高22m。最高速度マッハ30。主に中距離の移動に使用され、シャトルと合体しトライダー・フォートレスとなる。武装はコスミック・ミサイルとロケット砲。
トライダー・ビーグル
陸上作業用形態。シャトルから発進したトライダー・キャタピラ（無限軌道付きの台車）と合体する、その都合上トライダー単体では変形不可能。全長54m、全幅32m、全高40m。重量137t、出力1億1277万馬力、最高速度250km。荒地整備や登坂を得意とし大重量物の運搬にも最適、ブルドーザーとしての使用も可能。武装はロケット砲とバルカン・ミサイル。劇中では7話と37話に登場。
トライダー・イーグル
超高速飛行形態、コスミック以上の高速移動が必要な時に使用される。全長56m、全幅57m、全高24m。最高速度マッハ37。翼部がカッターとなっており劇中ではそれでメカロボットを切断していた。それ以外の武装はコスミックと同様。登場は45話。
トライダー・マリン
水上・水中航行形態。だがトライダーの頭部のみが変形するため胴体はトライダー・フォートレスの状態で分離する。登場は44話。魚雷が武器。フロートは水中戦の時は収納する。
トライダー・ホーク
劇中未登場。トライダーの頭部が変形した小型偵察戦闘機で、マリンとモビルの原型でもある。設定での武器はミサイルとビーム。
トライダー・モビル
劇中未登場。ホークの後方の翼を折り畳み、3つの車輪を出した地上走行形態。なお、設定でも武器の有無は不明。

### シャトル
トライダーG7と共に出動し、サポートや資材等の運搬・救助活動を行う。専務、常務、係長、郁恵の4人が乗り込むが、劇中では他の人物が搭乗することもある（46話など）。バギーや船外作業用ポッドなどの装備も積み込まれている。操縦者は常務。ミサイル発射などは係長の席からだが、新シャトルには専務の席にもミサイル発射ボタンがある（32話・46話）。
トライダー・シャトル（改造前）
トライダーG7と共に本編の約3年前、竹尾ゼネラルカンパニーに導入された。3話・4話では「カプセル」と呼ばれるシーンがある。
武装は機首 (?) のビーム砲と側面の二連ミサイルランチャー二門。燃料とミサイル代は経費から捻出されているため、ミサイルを発射すると専務が算盤をはじいて計算している。劇中ではたびたび節約を呼びかけているがワッ太や常務の「そんなこといってられない」の一言で無視されてしまう。
19話と20話では捕獲されかかったトライダーを救うために専務自らミサイルを乱射している。
牽引用の装備としてルアーを装備（トライダーG7のものとは異なり、吸盤四つ一組）。
26話で動力部が中破し航行不能となった。
トライダー・シャトル（改造後）
27話にてシャトルの修理の際、足立長官に専務が提案した改造案を実行したもの。全長72m、重量1500t。出力2億4300万馬力、最高速度マッハ30。修理・改造経費を防衛省で持ってもらう代わりに、足立長官からの依頼は最優先で引き受ける契約を結んでいる。
旧シャトルとは異なり主翼（折りたたみ式）を持ち、大気圏内においても高い機動性を発揮する。戦闘時や単独使用時には機体後方に配置してあるカナード翼付きの機首が先端に移動し、より航空機的なフォルムとなる。
武装は四門に増設されたミサイルとシャトルキャノン（40話、攻撃に使用せず）、その他の装備としてトライダー・フィッシュロープ（44話、四連のワイヤー付き銛）。ミサイル代については足立長官に必要経費として請求(27話)しており、トライダーの援護のためいつも乱射している。それにともない専務がミサイルを発射するシーンが時々見られるようになる（32話、46話）。
以前とは異なり積極的に前に出てトライダーを援護しているため、攻撃を受けて不時着・撃墜されるシーンがたびたび見られた。
定置場は旧シャトルでは語られなかったが、新シャトルでは、道太郎の知人でたばこ屋を経営するおかね（声 - 高橋和枝）の地所である河原に置かれている（31話）。竹尾ゼネラルカンパニーは月極でおかねに地代を払っており、支払いが遅れた際は利子が発生する。おかねの孫・良夫（声 - 小出童夫）と結託した悪井社長（声 - 玄田哲章）が経営する悪徳業者「ニコニコ不動産」に河原からの立ち退きを迫られた時には、ワッ太たちは地代のために必死でメカロボットと戦った。
トライダー・フォートレス
トライダー・コスミックとシャトルが合体した形態、専務曰く「わが社の全財産」（46話）。主に超高速宇宙巡航用でトライダーG7が出動すると直ちにコスミックに変形し合体、月や火星などの目的地へ向かう（近距離であればその限りではない）。現地までの輸送手段としてのみならず、パイロットの食事や休養の場所にもなる。28話では風呂に入っているシーンもある。コスミックとは頭部との合体面から内部通路で相互移動が可能。目的地へ向かう間に郁恵が何らかの軽食やおやつを出すのが定番となっている（地球での仕事ではその場面がない）。
飛行速度は旧シャトルでマッハ57、新シャトルはマッハ60。武装はコスミック、シャトル双方の武器。

## ガバール星のメカニック
オンドロン・ユニバーサル
オンドロンが所有する宇宙要塞。内部には司令室やメカロボット工場などが備えてある。普段は宇宙空間に駐留させてあるが、46話で初めて大気圏に下りた。
秘密ロボット工場
6話でオンドロンが月面に作らせたロボット工場。多数のメカロボットを生産、34話ではクラードが工場長に就任した。42話でG7にメカロボット・ウォーガーを投げつけられて爆発四散した（余談だがこの回はバードアタックは無し）。
ズボズラン
ズルチン（&ペコペコ）専用の宇宙艇。先端に口状が付いている、かなり武骨。
クアール
ジャッカル専用宇宙艇。ズボズランよりもシャープな形状。
ジルバ機（正式名不明）
ジルバ（&助手ロボット）専用宇宙艇。ただし操縦は助手ロボットで、ジルバはその後方の席で指図するのみ。一般的な戦闘機風。なお、ヤール、ドンマ&ズール、クラードの3組は、専用宇宙艇を持たず。
メカロボット
ガバール星最大の侵略兵器である巨大ロボット。形状は人間型が多いが、恐竜を始めとする動物型や、要塞型など様々な種類がある。また操縦はフルオートが基本だが、幹部が搭乗する内部操縦型もある。
巨大ザクロン
49話に登場した、最強最後のメカロボット。ザクロンの体を模しており、ザクロンが母星から太陽系に来た時に乗ってきた小型カプセルを収納して操縦する。武器は目からの光線・剣・楯・背中のマントなど。防衛軍基地を攻撃しG7を誘き出すと、その圧倒的なパワーと攻撃力で絶体絶命に追い込むが、シャトルの援護で隙が出来、G7の体当たりやキックでダメージを受け、最後はバードアタックで爆発四散。ザクロンはカプセルで脱出すると、前述の通りシグマに偽の報告をして撤退させた。なお、G7もカプセルの後を追って深追いしたかったのだが、動力エネルギーが底を尽いていたため、深追い出来なかった。

## 世界のロボット
本作の世界では、世界各国でロボットが使用されており、G7の他にも様々なロボットが登場している。そのいくつかを紹介する。

### 日本のロボット
アサヒ3号 / にせトライダーG7
41話に登場。道太郎の旧知である馬之助（声：野本礼三）とさくら（声：松金よね子）が経営する「メザシ工業」所有のロボット。かなりの旧式で、操縦はハンドルで行う。
元々メザシ工業は竹尾ゼネラルカンパニーと同程度の零細企業だったが、竹尾ゼネラルカンパニーが防衛省から仕事を頼まれるとますます経営は悪化、折りしも竹尾ゼネラルカンパニーが月面へ出張したと知ると、アサヒ3号に外装を施してG7に偽装し、仕事の横取りを画策、月面でガバール星のメカロボット・デビロイドと鶴嘴やピコピコハンマーなどの奇妙な武器で戦うが、戦闘中に脚の外装がはがれて（文字通り）馬脚を現して大ピンチに陥るも、本物のG7に助けられる。最後はフォートレスに連れられ、馬之助夫婦は改心した。ちなみにアサヒ3号は名前の通り3号なので1号と2号も存在していたという可能性もある。

### 国際ロボット見本市
43話で、太平洋上に浮かぶ人工島・宇宙空港（かつて13話でG7とチェンタムが戦った場所）で行われたイベント。「ロボット展示会」と「コンテスト」の2つからなる。

#### 展示ロボット
ローラーロボ
整地用に作られたロボット。タイヤ状の本体の中央から、2本のキャタピラ付きの足が出ている形状となっている。高速で走り、本体の外装を回転させる事で、整地させる事が出来る。
ジャンプロボ
小柄で、驚異的なジャンプ力がある。何の目的かは不明。

#### コンテスト参加ロボット
コンテストは、まずタンカーなどを持ち上げた重量挙げコンテストを行い、合格ロボット7体（内1体がG7）が賞金500万円を賭けた「地球一周レース」に挑戦した。だが途中でガバール星のメカロボット・ドリングに襲われ、白虎王とグレインコは大破し、ジュテームは傷を負う。G7は急遽戦闘に切り替え、ドリングを撃破するが、その間にジェミニNo.1とアーサー3世が上位入賞、G7はジュテームを抱えて完走するも最下位になる。だが足立長官に「仲間を見捨てなかったG7は、世界最高のロボットだ」と褒め称えられた。
ジェミニNo.1
「ジェミニナンバーワン」と読む。アナログ合衆国のロボット。操縦士は16歳の少年コンラッド。3本の角とマント状が特徴。
ジュテーム
フロランス共和国のロボット。操縦士はジャンヌとシャネルの姉妹。ミニスカートやブーツ状の装甲が特徴の女性ロボット。パワーは少ないが、平衡感覚が優れている。
アーサー3世
グレート・ブロテン国のロボット。両肩が突き出ているのが特徴。
白虎王
「バイフーワン」と読む。亜細亜連邦のロボット。全身純白で、両肩に推進器がある。頭の辮髪はムチになる。
グレインコ
ソロコフ連邦のロボット。
シュミット
ドイテ連邦のロボット。両手の指からの光線が武器。
チョコストロベリィ代表ロボット
球状の胴体に、長い手足が備えてあるのが特徴。レースは不参加。正式名は不明。
オーストリッチ代表ロボット
四つの脚で歩行する、獣の様なロボット。これもレース不参加にして正式名不明。
カナドライ代表ロボット
6本のアームを備えたロボット。脚はキャタピラ。これも不参加&正式名不明。

## スタッフ
メインスタッフ
- 企画 - 日本サンライズ
- 原作 - 矢立肇
- シリーズ構成 - 星山博之
- キャラクターデザイン - 佐々門信芳
- メカニカルデザイン - 大河原邦男
- 音楽 - 茅蔵人
- 作画監督チーフ - 金山明博
- 美術 - 宮野隆
- 監督 - 佐々木勝利
- プロデューサー - 関岡渉（名古屋テレビ）、大熊伸行（創通エージェンシー）、岩崎正美（日本サンライズ）
- 制作 - 名古屋テレビ、創通エージェンシー、日本サンライズ

## 主題歌
オープニングテーマ：『トライダーG7のテーマ』
作詞 - 伊藤アキラ / 作曲・編曲 - 茅蔵人 / 歌 - たいらいさお
※27話よりオープニングアニメーションの内容が一部変更され、新シャトルやトライダー・ビーグル、イーグル等のカットが新たに挿入された。
北海道日本ハムファイターズの出塁テーマとして使われた
エンディングテーマ：『俺は社長だ』
作詞 - 伊藤アキラ / 作曲・編曲 - 茅蔵人 / 歌 - たいらいさお
両曲を収録したEPレコードは、キングレコードから発売された。
補足
ビクター音楽産業からは歌手がたいらいさおではなく、子門真人がカヴァーしたOP曲のレコードが発売された。

## 各話リスト
次回予告の最後には毎回、ワッ太が飛び出して決め台詞を喋る、バンクシーンが入る。こうした映像を使う演出は後番組『最強ロボ ダイオージャ』など、一部の作品でも使用される様になった。
| 話数   | 放送日         | サブタイトル                 | 登場戦闘ロボット        | 脚本       | ストーリー ボード | 演出       | 作画監督   |
| ------ | -------------- | ---------------------------- | ----------------------- | ---------- | ----------------- | ---------- | ---------- |
| 第1話  | 1980年 2月2日  | がんばれ若社長!              | ズドール                | 星山博之   | 兜四郎            | 鹿島典夫   | 佐々門信芳 |
| 第2話  | 2月9日         | 社長はつらいよ               | ダルダ                  | 星山博之   | 菊田武勝          | 加瀬充子   | 金山明博   |
| 第3話  | 2月16日        | お金じゃないよ、心意気       | バイオス                | 伊東恒久   | 鹿島典夫          | 鹿島典夫   | 木村圭市郎 |
| 第4話  | 2月23日        | 男・ワッ太の子守唄           | ヘルバーズ              | 星山博之   | 吉沢孝男          | 鈴木行     | 冨沢雄三   |
| 第5話  | 3月1日         | ああ、宿命のライバル         | ハイマッシュ            | 伊東恒久   | 斧谷稔            | 菊池一仁   | 佐々門信芳 |
| 第6話  | 3月8日         | 俺は大好き宇宙塾             | ドズーン                | 星山博之   | 北島信幸          | 加瀬充子   | 金山明博   |
| 第7話  | 3月15日        | 危うし!花の係長              | グロスター              | 松崎健一   | 福島和美          | 鈴木行     | 冨沢雄三   |
| 第8話  | 3月22日        | 男と男の花が散る             | ドロボス                | 伊東恒久   | 鹿島典夫          | 鹿島典夫   | 佐々門信芳 |
| 第9話  | 3月29日        | 俺は小さな大社長             | パンテルス              | 荒木芳久   | 菊池一仁          | 菊池一仁   | 金山明博   |
| 第10話 | 4月5日         | 男・純情!大門先生            | ゼライザー              | 星山博之   | 加瀬充子          | 加瀬充子   | 塩山紀生   |
| 第11話 | 4月12日        | ああ、テストマル秘作戦       | デスボッド              | 伊東恒久   | 北島信幸          | 鈴木行     | 木村圭市郎 |
| 第12話 | 4月19日        | 走れ信吉! ゴールをめざせ     | ダッシュビル アスメック | 佐々木勝利 | 兜四郎            | 兜四郎     | 金山明博   |
| 第13話 | 4月26日        | 俺は地球のスーパー・スター!? | チェンタム              | 星山博之   | 貞光紳也          | 鈴木行     | 冨沢雄三   |
| 第14話 | 5月3日         | どうせ拾った貝だもの         | グアラギン              | 富田祐弘   | 北島信幸          | 鹿島典夫   | 佐々門信芳 |
| 第15話 | 5月10日        | 妹・サチ子は世界一           | ダンゴロス              | 伊東恒久   | 加瀬充子          | 加瀬充子   | 金山明博   |
| 第16話 | 5月16日        | 父兄会は大騒動!              | サンダー                | 富田祐弘   | 菊池一仁          | 菊池一仁   | 塩山紀生   |
| 第17話 | 5月24日        | 夢にまで見たデート           | レンザー                | 荒木芳久   | 鹿島典夫          | 鹿島典夫   | 木村圭市郎 |
| 第18話 | 5月31日        | ワッ太は世紀の天文博士!      | バラス                  | 星山博之   | 鈴木行            | 鈴木行     | 金山明博   |
| 第19話 | 6月7日         | ホットケーキはどんな味?      | アステロール            | 星山博之   | 菊池一仁          | 菊池一仁   | 佐々門信芳 |
| 第20話 | 6月14日        | 感激!! ボーナスが出る        | バンチ                  | 星山博之   | 高橋資祐          | 鈴木行     | 冨沢雄三   |
| 第21話 | 6月21日        | 親父は宇宙の大工さん         | タングル                | 伊東恒久   | 加瀬充子          | 加瀬充子   | 西城明     |
| 第22話 | 6月28日        | 心意気だぜ郁絵ちゃん         | マジーン                | 荒木芳久   | 鹿島典夫          | 鹿島典夫   | 金山明博   |
| 第23話 | 7月5日         | 歯なしにならない話           | ガリドリル              | 荒木芳久   | 菊池一仁          | 菊池一仁   | 塩山紀生   |
| 第24話 | 7月12日        | キャベツがなくなる日         | グオルグ                | 三山博一   | 兜四郎            | 加瀬充子   | 佐々門信芳 |
| 第25話 | 7月19日        | 男ならひき受けろ!            | ヒルドラー              | 荒木芳久   | 鈴木行            | 鈴木行     | 冨沢雄三   |
| 第26話 | 7月26日        | でっかい輪っかだ夏祭り       | ジャッカル              | 伊東恒久   | 鹿島典夫          | 鹿島典夫   | 金山明博   |
| 第27話 | 8月2日         | ニースからの手紙             | スカンダル              | 星山博之   | 北島信幸          | 鈴木行     | 西城明     |
| 第28話 | 8月9日         | 星空のキャンプ・ファイヤー   | マグネダー              | 富田祐弘   | 高橋資祐          | 鹿島典夫   | 木村圭市郎 |
| 第29話 | 8月16日        | 泣くな男だ!係長              | ダンブレザー            | 荒木芳久   | 加瀬充子          | 加瀬充子   | 佐々門信芳 |
| 第30話 | 8月23日        | 大門先生は鬼コーチ           | ザンブ                  | 星山博之   | 横山裕一朗        | 横山裕一朗 | 金山明博   |
| 第31話 | 8月30日        | おかね婆さん奮戦記           | ギャングラ              | 伊東恒久   | 鹿島典夫          | 鹿島典夫   | 塩山紀生   |
| 第32話 | 9月6日         | ああ専務! 男涙のアルバイト   | ブロッカー              | 荒木芳久   | 鈴木行            | 鈴木行     | 冨沢雄三   |
| 第33話 | 9月13日        | 女の子はヤキイモがお好き     | クイーンアテナス        | 伊東恒久   | 横山裕一朗        | 横山裕一朗 | 木村圭市郎 |
| 第34話 | 9月27日        | 熱がなんだ情熱だ!            | キャッチャー            | 星山博之   | 高橋資祐          | 鹿島典夫   | 金山明博   |
| 第35話 | 10月4日        | 俺たち少年探偵団             | ブロウ                  | 中原朗     | 北島信幸          | 加瀬充子   | 佐々門信芳 |
| 第36話 | 10月11日       | あの町この町日が暮れて       | アルファ                | 星山博之   | 兜四郎            | 鈴木行     | 塩山紀生   |
| 第37話 | 10月18日       | 火星で食べた!? サンマの味    | ベーター                | 富田祐弘   | 鹿島典夫          | 鹿島典夫   | 富沢雄三   |
| 第38話 | 10月25日       | 常務は父親一年生             | シグマ                  | 五武冬史   | 横山裕一朗        | 横山裕一朗 | 金山明博   |
| 第39話 | 11月1日        | トライダーの秘密             | オメガン                | 星山博之   | 加瀬充子          | 加瀬充子   | 佐々門信芳 |
| 第40話 | 11月8日        | 台風一過・大騒動!!           | バスター                | 荒木芳久   | 高橋資祐          | 鈴木行     | 冨沢雄三   |
| 第41話 | 11月15日       | がんばれ!ポンコツロボット    | デビロイド              | 伊東恒久   | 鹿島典夫          | 鹿島典夫   | 木村圭市郎 |
| 第42話 | 11月22日       | 男・アキラよどこへ行く       | ウォーガー              | 佐々木勝利 | 兜四郎            | 鈴木行     | 金山明博   |
| 第43話 | 11月29日       | スーパーロボット大集合       | ドリンコ                | 富田祐弘   | 横山裕一朗        | 横山裕一朗 | 塩山紀生   |
| 第44話 | 12月6日        | 六年一組・大門先生           | シードグマ              | 中原朗     | 菊池一仁          | 加瀬充子   | 冨沢雄三   |
| 第45話 | 12月13日       | ああ、あこがれのハワイ珍道中 | スカイバット            | 荒木芳久   | 鈴木行            | 鈴木行     | 金山明博   |
| 第46話 | 12月20日       | 三重子先生の決意             | ボンバル                | 荒木芳久   | 鹿島典夫          | 鹿島典夫   | 佐々門信芳 |
| 第47話 | 12月27日       | ワッ太の誕生日               | シビレッグ              | 伊東恒久   | 横山裕一朗        | 横山裕一朗 | 木村圭市郎 |
| 第48話 | 1981年 1月10日 | 男・大門ここにあり           | ガルデン                | 星山博之   | 高橋資祐          | 加瀬充子   | 冨沢雄三   |
| 第49話 | 1月17日        | 危険がいっぱい大仕事         | 巨大ザクロン            | 荒木芳久   | 鈴木行            | 鈴木行     | 金山明博   |
| 第50話 | 1月24日        | とびだせ! 若社長!!           | -                       | 星山博之   | 鹿島典夫          | 鹿島典夫   | 塩山紀生   |

## 放送局
★印の局は、サンライズ公式サイトより。
- ★名古屋テレビ（制作局）：土曜 17:30 - 18:00
- ★北海道テレビ：土曜 17:30 - 18:00
- 岩手放送：水曜 17:00 - 17:30[8]
- ★東日本放送：土曜 17:30 - 18:00[9]
- 福島中央テレビ：土曜 7:00 - 7:30[10]
- ★テレビ朝日：土曜 17:30 - 18:00
- テレビ信州：土曜 17:20 - 17:50（1980年10月開局から）[11]
- 富山テレビ：水曜 16:50 - 17:20[12]
- 石川テレビ：金曜 6:45 - 7:15（1981年に放送）[13]
- ★静岡けんみんテレビ：土曜 17:30 - 18:00
- ★朝日放送：金曜 17:00 - 17:30 ※ 先行放送
- ★広島ホームテレビ：土曜 17:30 - 18:00
- テレビ山口：金曜 17:00 - 17:30[14]
- ★瀬戸内海放送：土曜 17:30 - 18:00
- 南海放送：水曜 17:25 - 17:55[14]
- ★九州朝日放送：金曜 17:00 - 17:30 ※ 先行放送
- 長崎放送：金曜 17:20 - 17:50[14]
- 熊本放送：木曜 17:00 - 17:30[14]
- 南日本放送：金曜 17:25 - 17:55[14]
- 沖縄テレビ：火曜 17:30 - 18:00[14]

## 商品展開
G7の特徴である七段変形は玩具では完全には再現できず、いずれも頭部の二変形が省略されている。
初期に発売された「変型合体セット」は五段変型、後にトライダーシャトルとセットで発売された「完全7変型合体」では別の変形パターンを加えて七段変形とした。他に廉価版の「変型シャトル合体」や必殺技を再現した「バードアタック」などが発売。
2014年6月28日には、バンダイの「超合金魂シリーズ」の一環として、G7が発売。クローバー版ではできなかった七段変形が可能。また、G7武器（ジャベリン・カッター・ルアーなど）やトライダー・キャタピラと共に旧シャトルが付属されており、コスミックに変形したG7と合体してトライダーフォートレスになれる。キャタピラはシャトルに収納できる。
2020年10月24日に超合金魂GX66-R トライダーG7リニューアル版として再販。リニューアル版では新シャトルが同梱されている。

## 備考
- 同一時間帯で過去に放映されていた日本サンライズ作品『無敵鋼人ダイターン3』や、『機動戦士ガンダム』などが劇中に登場するお遊びシーンがある。第5話においては破嵐万丈やダイターン3の姿が車載テレビのモニターに映っていたり、第36話の祭のシーンではザンボット3、ダイターン3、ガンダムのフィギュア（人形）が射的の景品として描かれている。
- 放送終了後に『サイバーコミックス』において、一本木蛮による漫画版が掲載されたが、ワッ太たちの小学校にロボット帝国の手先の関西人が転校してくるギャグマンガで、テレビ本編とはかなり設定に食い違いがある[要文献特定詳細情報]。
- タイトルの由来については後年諸説が言われているが、当時の専門誌で、「G7とはゴールデンタイムの夜7時台を指し、当時各局の主力アニメが放映されていた7時台の視聴率、人気に、土曜午後5時半のアニメが挑む『トライだ!G7』という意気込みが込められている」と解説されているものがある[要文献特定詳細情報]。また、『月刊OUT』では、「ゴールデンタイム以外の番組はスポンサー料がゴールデンタイムの7割程度のため『G7番組』と呼ばれるため、『トライだ!G7（番組）』という意味ではないか」とされている[要文献特定詳細情報]。
- 本作の主題歌「トライダーG7のテーマ」は、日本ハムファイターズの出塁ファンファーレに使用されていた(北海道移転後の2004年から2013年まで)[要出典]。
- 放送当時冒険王（1980年3月号から1981年2月号まで）にてコミカライズの漫画連載をしていたのは木村知生。
- 第32話の柿小路が屋台で飲んでいるシーンでは、ラジオから小林幸子の『おもいで酒』が流れる。

## ゲームでの登場
「スーパーロボット大戦シリーズ」に数回登場（シリーズでは「参戦」と呼称する）している。
- 『新スーパーロボット大戦』 - 初参戦。声優は、ワッ太は伊倉一恵が担当[3][4]。郁恵もボイスが収録されているが、配役は不明。
- 『スーパーロボット大戦GC』 - ガバール帝国が初登場。本作以降は間嶋里美がワッ太、潘恵子が郁恵を演じている。
- 『第2次スーパーロボット大戦Z』 - 前編『破界篇』・後編『再世篇』に参戦。ワッ太と『無敵超人ザンボット3』の主人公・神勝平は仲の良い描写が見られ、ザンボット3とトライダーG7による合体攻撃「Wわんぱくアタック」を披露する。更に、サンライズ「無敵シリーズ」としての括り（便宜上のカテゴライズ）から、ザンボット3・ダイターン3・トライダーG7の3体による合体攻撃「無敵コンビネーション」も登場した。
- 『第3次スーパーロボット大戦Z』 - 前編『時獄篇』・後編『天獄篇』に参戦。
- 『スーパーロボット大戦T』